# Alex Sandro
Alex Sandro Lobo Silva, o simplement Alex Sandro (nascut el 26 de gener de 1991), és un futbolista professional brasiler que juga com a lateral esquerre, ha sigut internacional amb la selecció del Brasil.
A nivell de club, Alex Sandro va començar la seva carrera al Clube Atlético Paranaense, i posteriorment fou cedit al Santos FC. El 2011, va fitxar pel FC Porto per 9.6 milions d'euros, en una operació en què també l'acompanyava Danilo, que juga com a lateral dret. Va fitxar per la Juventus el 2015, tot guanyant lliga i copa en les seves primeres tres temporades, seguides de dues lligues més en els dos anys següents.

## Palmarès
Atletico Paranaense
- 1 Campionat paranaense: 2009.

Santos FC
- 2 Campionat Paulista: 2010, 2011.
- 1 Copa de Brasil: 2010.
- 1 Copa Libertadores: 2011.

FC Porto
- 2 Lliga portuguesa: 2011-12, 2012-13.
- 3 Supercopa portuguesa: 2011, 2012, 2013.

Juventus FC
- 5 Serie A: 2015-16, 2016-17, 2017-18, 2018-19, 2019-20.
- 3 Copa italiana: 2015-16, 2016-17, 2017-18.
- 1 Supercopa italiana: 2018.

Selecció del Brasil
- 1 Copa Amèrica: 2019.
- 1 Campionat del Món sub-20: 2011.
- 1 Campionat sud-americà sub-20: 2011.
- 1 Medalla de Plata als Jocs Olímpics: 2012.